# Saxifraga crustata
Saxifraga crustata là một loài thực vật có hoa trong họ Saxifragaceae. Loài này được Vest miêu tả khoa học đầu tiên năm 1804.